# Namar
Namar, ou Namārestāq, Namāristāq, ou encore Namāristōq, est une localité de la province du Mazandéran en Iran. Elle comptait lors du dernier recensement 165 habitants divisés en 48 familles.